# Pisandro
Pisandro (Πείσανδρος, Cámiros, ~648 a. C. - ~590 a. C.) fue un poeta de la Antigua Grecia, citado justo después de Homero y Hesíodo en la lista de poetas épicos del Canon alejandrino.

## Biografía
No se sabe mucho acerca de este poeta. Nacido en Cámiros, en la isla de Rodas, sus padres se llamaban Pisón y Aristecma, y tenía una hermana de nombre Diocleia. Estos datos de su vida, relativamente poco relevantes, siguen siendo inciertos. Acerca de su cronología, la Suda menciona que algunos creían que había vivido antes de Hesíodo, otros que había sido contemporáneo y amante del poeta mítico Eumolpo y otros lo situaban en la XXXIII Olimpiada. La historiografía actual considera que esta última fecha, 648 a. C., es factible, puesto que en torno a esa fecha la isla de Rodas realizó exploraciones marítimas y las aventuras de Heracles, tema tratado por Pisandro, podrían haber estimulado esos viajes.
Según Teócrito, los habitantes de Cámiros erigieron una estatua en honor de Pisandro, pero, si realmente existió, ha desaparecido.

## Obras
Pisandro fue autor de una Heráclida (en griego antiguo, Ἡράκλεια/Hêràkleia), un poema en dos libros sobre los doce trabajos de Heracles. Parece que en este poema apareció por primera vez la imagen de Heracles cubierto con una piel de león y armado con una maza. Parece que la elección del número doce de la cantidad de trabajos atribuidos al héroe no se debe a Pisandro, aunque Karl Otfried Müller lo atribuya al poeta. Según Clemente de Alejandría, Pisandro era un plagiario que se apropió del poema de Pisino, un poeta de Lindos (Rodas). De la Heráclida, desafortunadamente sólo quedan algunos breves fragmentos: dos transmitidos por la escuela de Aristófanes, y uno por Estobeo.